# Matéo Maximoff
 (novembre 2022).
Si vous disposez d'ouvrages ou d'articles de référence ou si vous connaissez des sites web de qualité traitant du thème abordé ici, merci de compléter l'article en donnant les références utiles à sa vérifiabilité et en les liant à la section « Notes et références ».
Matéo Maximoff (né le 17 janvier 1917 à Barcelone et décédé le 24 novembre 1999 à Montreuil) est un écrivain rom, français.

## Biographie
Maximoff est le premier et l’un des plus prolifiques romanciers roms avec une douzaine de romans. Il est aussi (avec Menyhért Lakatos de Hongrie) le plus traduit.
Pendant sa vie, il est également grand voyageur et traducteur du Nouveau Testament et des Psaumes dans le parler kelderaś de la langue romani.
La plupart de ses œuvres s'inspirent de faits réels ou colportés par la mémoire traditionnelle. Son premier ouvrage est aussi le plus connu Les Ursitory (nom roumain de fées comparables aux Parques); la rédaction en remonte à son incarcération, à l'âge de 21 ans, à la suite d'un fait divers dramatique en Auvergne. Une série de contes à faire peur (Darane paramisǎ) a été refondue dans le roman La poupée de Mamaliga. Son ouvrage le plus puissant est toutefois Le prix de la liberté, narrant la révolte des esclaves roms netoţi dans ces principautés roumaines qui avaient réduit, cinq siècles durant, les Roms au statut de bétail bipède.
Il a écrit occasionnellement de la poésie, où se reflète la condition très dure de la plupart des Roms autour de lui. Bien que publié avant tout en langue française (et traduit dans plus d'une dizaine d'autres), il avait souvent gardé une version romani de ses principaux écrits. Il fut aussi photographe de talent pendant près d'un demi-siècle.

## Publications choisies
- Les Anges du destin Texte de Matéo Maximoff, photos de Claude et Marie-josé Carret (Filigranes, 1999)  (ISBN 2910682234)
- Les Ursitory écrit en 1938, publié en 1946 (Flammarion)
- Le prix de la liberté (Wallâda 1996)  (ISBN 9782904201226)
- Savina (Wallâda) une farouche histoire de femmes tziganes racontée par un tzigane (Flammarion, 1957) (ASIN B0000DOHIF)  (ISBN 978-2904201073)
- La septième fille (Concordia 1969) une histoire de sorcellerie dans le camp d'internement de Lannemezan
- Condamné à survivre (Concordia 1984) une histoire de vengeance dans l'Europe secouée par les guerres.
- La poupée de Maméliga (Concordia 1986) les histoires épouvantables que se racontent les Roms au cours des veillées.
- Vinguerka (Concordia 1987) Le destin tragique d'une petite danseuse tsigane dans les Balkans au XIXe siècle.
- Dites-le avec des pleurs (Concordia 1990) roman à caractère autobiographique
- Ce monde qui n'est pas le mien (Concordia 1992) Les aventures d'un enfant Rom entre la Russie, les Balkans, la France, l'Angleterre…
- Routes sans roulottes (Concordia 1993) Récit autobiographique
- Les Gens du Voyage (Concordia 1995) photographique (noir et blanc)
- E nevi vastia (Pierrefitte : Société Biblique Française, 1995) Le nouveau testament traduit en kalderach.

Tous les titres sont disponibles chez sa fille Nouka Maximoff et à la médiathèque Matéo Maximoff de la FNASAT à Paris https://fnasat.centredoc.fr/ .